# 格雷特纳 (佛罗里达州)
格雷特纳（英語：Gretna），是美国佛罗里达州加茲登縣下属的一座城市。建立于1908年。面积约为4.9平方公里（约合1.9平方英里）。根据2010年美国人口普查，该市有人口1,460人。论人口在本州排行第312。